# Episodi di AwesomenessTV (seconda stagione)
La seconda stagione della serie televisiva AwesomenessTV è stata trasmessa negli Stati Uniti dal 5 maggio 2014 su TeenNick.
In Italia la serie non è ancora andata in onda
| nº | Titolo originale                          | Titolo italiano | Prima TV USA      | Prima TV Italia |
| -- | ----------------------------------------- | --------------- | ----------------- | --------------- |
| 1  | Teen Challenge                            |                 | 5 maggio 2014     |                 |
| 2  | Tangent Girl: The Machine                 |                 | 12 maggio 2014    |                 |
| 3  | Top 5 Ways To Defeat A Bully              |                 | 19 maggio 2014    |                 |
| 4  | Us & Jan: Cheer                           |                 | 2 giugno 2014     |                 |
| 5  | 10 Ways To Reject A Guy                   |                 | 9 giugno 2014     |                 |
| 6  | Terry the Tomboy: Hairbrush For Hair      |                 | 16 giugno 2014    |                 |
| 7  | High Tech History: Shakespeare            |                 | 28 giugno 2014    |                 |
| 8  | The Love Doctor #2                        |                 | 12 luglio 2014    |                 |
| 9  | Noisy Rosie: Brad Pitt                    |                 | 26 luglio 2014    |                 |
| 10 | Pro Wrestling Family                      |                 | 2 agosto 2014     |                 |
| 11 | Terry the Tomboy: What's in My Beach Bag? |                 | 16 agosto 2014    |                 |
| 12 | Top 5 Worst Teachers                      |                 | 13 settembre 2014 |                 |
| 13 | Homework Like a Boss                      |                 | 20 settembre 2014 |                 |
| 14 | Worst Babysitter Ever: Lemonade Stand     |                 | 27 settembre 2014 |                 |
| 15 | Kanye: What's In My Murse?                |                 | 4 ottobre 2014    |                 |
| 16 | Gillian's Island: Cooking Show            |                 | 1 novembre 2014   |                 |
| 17 | The Thank You Mask                        |                 | 29 novembre 2014  |                 |